# Долгий марш навахо
Долгий марш навахо (англ. Long Walk of the Navajo, навахо Hwéeldi), также Долгий марш в Боске-Редондо (англ. Long Walk to Bosque Redondo) — события 1864 года, когда весь народ навахо был насильственно переселён из их мест жительства в штате Аризона на восток штата Нью-Мексико. Марш продолжался 18 дней, в течение которых индейцы должны были идти пешком. Иногда под Долгим маршем расширительно понимают все события в истории навахо вплоть до 1868 года, когда они смогли вернуться на первоначальное место жительства в Аризону.

## Предыстория
Навахо жили на земле, на которой сейчас находится их резервация, на стыке нынешних штатов Аризона, Юта и Нью-Мексико, занимаясь скотоводством. К середине XIX века в регионе сложился баланс между индейскими племенами (навахо, апачи, команчи, юты) и испанцами (позже мексиканцами). В частности, навахо и испаноязычное население Нью-Мексико враждебно относились друг к другу ещё с конца XVI века. С 1846 года в регион начали также проникать американские поселенцы. Это увеличило трения, и с 1846 по 1863 год было заключено несколько договоров, проведено несколько рейдов одних сторон против других.
В 1849 году резко обострились отношения между навахо и американской армией, после того как вождь навахо, Нарбона, был убит в стычке с американским воинским подразделением, и с него был снят скальп. В 1851 году полковник Эдвин Воуз Самнер основал около современного города Уиндоу-Рок военное укрепление Форт-Дефайенс, а около города Гэллап — Форт-Уингейт. В 1858 году был заключён Бонневильский мирный договор, существенно урезавший территории, принадлежавшие навахо. Перемирия, заключённые в 1849, 1851 и 1861 годах, не имели успеха. В частности, перемирие 1861 года ещё более урезало территории навахо, так что из четырёх священных гор навахо две оказались за пределами их территории. Всё это время трения между навахо и белыми американцами продолжались, происходили убийства, угон и забой чужого скота.
В 1861 году Нью-Мексико стал ареной Гражданской войны в США. Войска конфедератов поднялись по долине Рио-Гранде, и в 1862 году были вытеснены обратно. Территория расселения навахо всё это время находилась под контролем северян. Однако, как только возникла опасность захвата Аризоны, командующий войсками Союза в Нью-Мексико, полковник Кэнби, потребовал от навахо собраться в одном месте, лагере около деревни Куберо, обещав пришедшим защиту Федерального правительства, и объявив, что не явившиеся будут считаться врагами Федерального правительства. Лишь небольшая часть навахо подчинилась приказу. В сентябре 1862 года Кэнби сменил полковник Джексон. Он дал приказ находящемуся под его началом Киту Карсону 20 июля 1863 года отправиться на территорию навахо и потребовать, чтобы индейцы сдались федеральному правительству. Так как первоначально никто из навахо не собирался сдаваться, Карсон начал использовать тактику выжженной земли. Это привело к тому, что часть навахо сдались, а другие бежали в менее доступные области Юты и Аризоны.

## Долгий марш и Боске-Редондо
Долгий марш начался в январе 1864 года. Навахо сначала были выселены со своих земель и под присмотром армии США переведены в Форт-Саммер (он же Боске-Редондо) в долине реки Пекос в Нью-Мексико. Расстояние в 500 км индейцы преодолели пешком за 18 дней. Около двухсот человек погибли по дороге. Дошедшие до Боске-Редондо навахо, в количестве чуть более девяти тысяч человек, были расселены на площади 100 кв. км.
Кроме навахо, в Боске-Редондо поселили также около четырёхсот мескалеро. Мескалеро и навахо имели длительную историю вражды и нападений на земли друг друга. Во время нахождения в Боске-Редондо оба народа продолжили враждовать, что выразилось в большом количестве стычек.
По первоначальному плану, в Боске-Редондо предполагалось расселить пять тысяч человек, в то время как туда прибыли около десяти тысяч человек. В поселении не хватало питьевой воды и дров. Каждый год случались неурожаи. Река Пекос во время наводнений разрушала сельскохозяйственную инфраструктуру. В 1865 году навахо начали покидать территорию. В 1867 году оставшиеся навахо отказались сажать кукурузу. На Боске-Редондо постоянно нападали команчи, в свою очередь, навахо нападали на команчей. В 1868 году эксперимент, в результате которого предполагалось создать первую индейскую резервацию на западе США, был сочтён безуспешным и прекращён.
В мае 1868 года правительство США командировало в Боске-Редондо генерала Уильяма Шермана для подписания договора с индейцами. 1 июня Шерманом, представителем правительства по делам индейцев Тэппеном, а также вождями навахо был подписан договор Боске-Редондо, который регулировал дальнейшую судьбу навахо. В частности, им была отведена большая территория под резервацию, установлено постоянное представительство правительства США (агент по делам индейцев), введено обязательное образование для детей, предписаны практические меры по возвращению навахо в места их традиционного проживания и по созданию инфраструктуры резервации.

## Возвращение

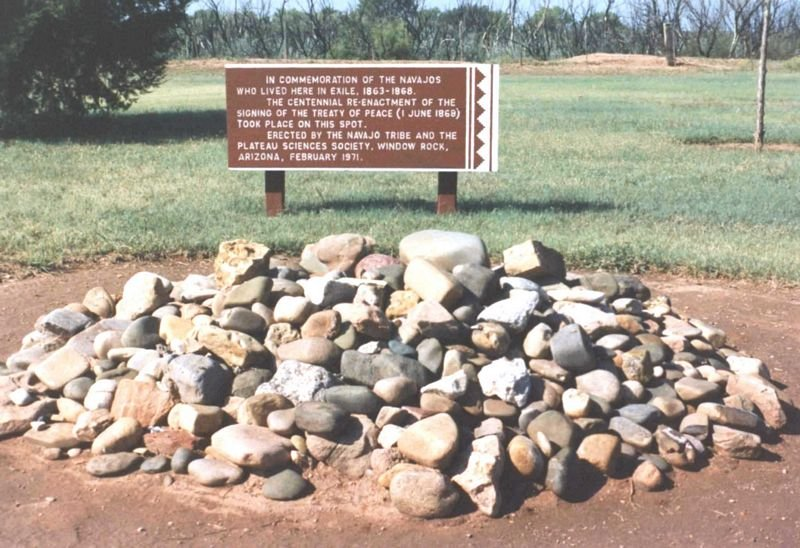
Памятный знак на месте подписания договора Боске-Редондо

18 июня 1868 года навахо начали путешествие обратно на свои земли. Они получили территорию площадью в 14 тысяч км², включающую все их четыре горы. Самоназвание народа до переселения было дине, однако после возвращения индейцы употребляют этноним навахо. Резервация с 1868 года была существенно расширена, и в настоящее время под названием Навахо-Нейшен является самой большой по площади индейской резервацией США.